# Judolia
Genre
Judolia est un genre de coléoptères de la famille des Cerambycidae, de la sous-famille des Lepturinae. 
Synonymes
- Anoplodera (Judolia) Swaine & Hopping, 1928
- Judolia (Pachytodes) Pic, 1891
- Leptura (Judolia) Ganglbauer, 1881
- Leptura (Pachytodes) Picard, 1929
- Pachytodes (Pic) Villiers, 1974

## Espèces rencontrées en Europe
- Judolia sexmaculata (Linné, 1758)
- Judolia cerambyciformis (Schrank, 1781)
- Judolia erratica (Dalman, 1817)